# Болгій
Болгій (*Βόλγιος, III ст. до н. е. ) — вождь кельтських племен, один з очільників війська, що у 280—278 роках до н. е. вдерлася до Балканського півострова.

## Життєпис
Достеменно про походження нічого невідомо. Його ім'я («Белг»), ймовірно свідчить щодо етнічної приналежності очолюваного ним війська. Напевне воно вкладалося з представників белгських племен. Давні греки не розуміючи цього дали йому ім'я за загальною назвою війська. Тому власне ім'я вважається невідомим.
До 280 року до н. е. увійшов у союз із очільниками інших потужних галльських груп — Бренном та Церетрієм. При цьому головним вождем походу було обрано Бренна. Відповідно по рішення ради Болгій очолив війська, що рушили до Македонії та Іллірії.
У 279 році до н. е., пройшовши Іллірії, він вторгається до Македонії, в область відомою тепер як Монастир. Птолемей II Керавн, цар Македонії відкинув вимогу Болгія щодо сплати данину, внаслідок чого перемовини перервано. У вирішальній битві Болгій здобуває цілковиту перемогу над македонянами, де загинув й їх цар. Голову Птолемея Керавна за наказом Болгія носять насаджену на піку, щоб деморалізувати залишки опору македонських військ. Рештка македонських військ на чолі з Сосфеном відступила до Пеонії, але там їх розбив Бренн. Сам Болгій відзначає свою перемогу жертвопринесенням найкрасивіших бранців.
Деякий час він проводить у Македонії, плюндруючи її. Зібравши величезну здобич, він, ймовірно, збирався повернувся на батьківщину, але зазнав важкої поразки від македонського царя Сосфена.